# Cytherella harrymutvei
Cytherella harrymutvei is een mosselkreeftjessoort uit de familie van de Cytherellidae. De wetenschappelijke naam van de soort is voor het eerst geldig gepubliceerd in 1980 door Stambolidis.